# Magisteri de l'Església

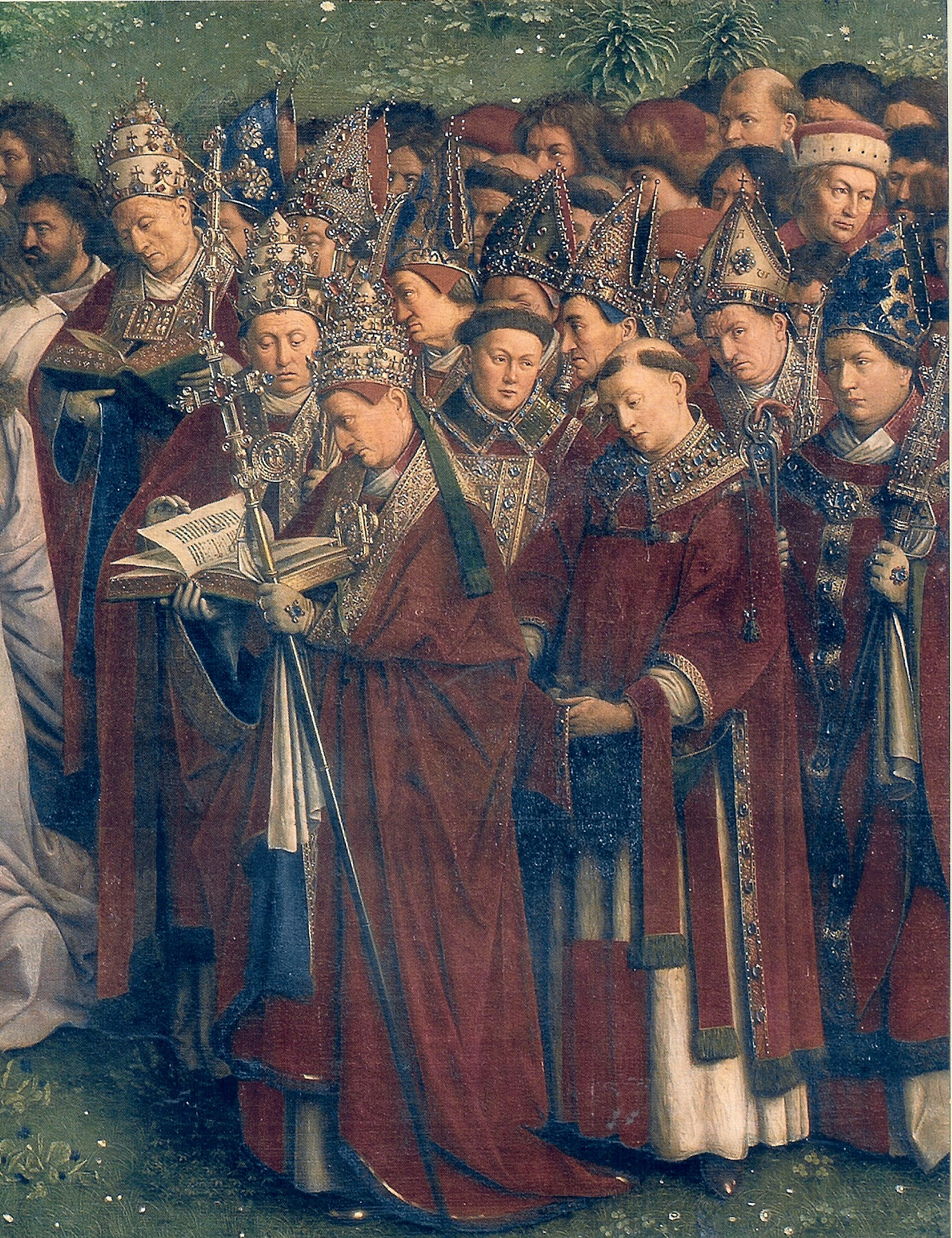
Papes i Bisbes (fragment del Retaule de Gant

El magisteri de l'Església és l'autoritat d'ensenyar que l'Església catòlica troba que té. Aquesta autoritat és entesa com inclosa a l'episcopat, que és la unió dels bisbes actuals de l'Església amb el papa, que té autoritat sobre els bisbes (primum inter pares), de manera individual i com a cos, així com sobre cada catòlic individualment. D'acord amb la doctrina catòlica, el Magisteri és capaç per ensenyar o interpretat les veritats de la fe, i pot ser tan infal·lible com no-infal·lible.
D'acord amb el Catecisme de l'Església Catòlica: «La missió d'interpretar autènticament la Paraula de Déu només ha estat confiada al Magisteri de l'Església, al papa i als bisbes en comunió amb ell».
La paraula magisteri deriva del llatí magister, que originàriament significava el càrrec de president, cap, director, etc. (en particular, es referia a l'ofici d'instructor de joves, tutor), o ensenyança, instrucció, consell, etc.